# Parampelomyia yukawai
Parampelomyia yukawai — вид двокрилих комах з родини галиць (Cecidomyiidae). Описаний у 2023 році. Ендемік Японії. Живиться на виноградом Ampelopsis brevipedunculata. Утворює ледь роздуті галли квіткової бруньки.